# Девід Гребер
Девід Рольфе Гребер (англ. David Rolfe Graeber; нар. 12 січня 1961 — 2 вересня 2020) — американський антрополог та анархіст.

## Біографія
Виріс у нью-йоркській родині робітників-соціалістів.
Захистив дисертацію про магію, рабство та політику на Мадагаскарі під науковим керівництвом одного з засновників економічної антропології Маршала Салінза.
Працював асистентом професора в Єльському університеті, викладачем соціальної антропології університету Голдсмітс, професором Лондонської школи економіки, редактором наукового видання у відкритому доступі «ХАУ: Журнал антропологічної теорії».
Був одним із перших, хто брав участь у русі Occupy Wall Street, Греберу приписують авторство гасла «Ми 99 %».
«Його праці з антропологічної теорії видатні. Я вважаю його найкращим антропологом-теоретиком свого покоління у всьому світі», — так охарактеризував професора Девіда Гребера в своєму листі в Єльський університет видатний британський антрополог Моріс Блох.
В останні роки життя спільно з британським археологом Девідом Венгровом працював над рукописом праці під робочою назвою «Світанок всього», що мала б переосмислити «доісторичні» суспільства та епохальне значення «неолітичної революції». Наступним його проектом мало стати дослідження про піратів та історії, які вони про себе створювали.

## Публікації

### Книжки
- Toward an Anthropological Theory of Value: The False Coin of Our Own Dreams. New York: Palgrave. 2001.
- Fragments of an Anarchist Anthropology. Chicago: Prickly Paradigm Press. 2004.
- Lost People: Magic and the Legacy of Slavery in Madagascar. Bloomington: Indiana University Press. 2007.
- Direct Action: An Ethnography. Edinburgh; Oakland: AK Press. 2009.
- Debt: The First 5000 Years. Brooklyn, NY: Melville House. 2011.
- The Democracy Project: A History, a Crisis, a Movement. New York: Spiegel & Grau. 2013.
- The Utopia of Rules: On Technology, Stupidity, and the Secret Joys of Bureaucracy. Melville House. 2015.
- Bullshit Jobs: A Theory. Penguin. 2018.

### Переклади українською
- Борг: історія перших п'яти тисяч років [Архівовано 1 березня 2021 у Wayback Machine.] // Спільне. — 7.09.2009
- Що таке борг? [Архівовано 20 січня 2021 у Wayback Machine.] // Спільне. — 17.09.2011
- Про феномен паскудної роботи [Архівовано 27 лютого 2021 у Wayback Machine.] // Спільне. —  27.09.2013
- Туреччина могла би обірвати канали постачання Ісламської Держави. Тож чому вона цього не робить? [Архівовано 3 березня 2017 у Wayback Machine.] // Політична критика. — 27.11.2015
- (у співавторстві з Девідом Венґровим) Як змінити хід історії людства? (принаймні ту її частину, що вже відбулася) [Архівовано 16 грудня 2021 у Wayback Machine.] // Спільне. — 15.05.2018
- Ти анархіст(ка)? Відповідь може тебе здивувати! [Архівовано 3 грудня 2021 у Wayback Machine.] // Спілка Лібертер/Liberter [Архівовано 3 грудня 2021 у Wayback Machine.]. — 03.07.2021